# Ủy ban Đối ngoại Đại hội Đại biểu Nhân dân Toàn quốc
Ủy ban Đối ngoại Đại hội Đại biểu Nhân dân Toàn quốc (giản thể: 全国人民代表大会外事委员会; phồn thể: 全國人民代表大會外事委員會; Hán-Việt: Toàn quốc Nhân dân Đại biểu Đại hội Ngoại sự Ủy viên hội; bính âm: Quánguó Rénmín Dàibiǎo Dàhuì Wàishì Wěiyuánhuì) là một trong mười ủy ban chuyên môn của Đại hội Đại biểu Nhân dân Toàn quốc (Nhân Đại Toàn quốc), cơ quan quyền lực nhà nước cao nhất của Cộng hòa Nhân dân Trung Hoa. Ủy ban chuyên môn này được thành lập trong kỳ họp đầu tiên của Đại hội Đại biểu Nhân dân Toàn quốc khóa VI vào tháng 6 năm 1983 và tồn tại trong mọi kỳ Nhân Đại Toàn quốc kể từ đó.
Ủy ban này gồm một chủ nhiệm, một số phó chủ nhiệm và vài ủy viên, chịu trách nhiệm xem xét và cân nhắc về dự luật liên quan đến đối ngoại bao gồm việc ký kết hoặc hủy bỏ hiệp ước và thỏa thuận với các quốc gia khác để trình lên Đại hội Đại biểu Nhân dân Toàn quốc, xem xét và trả lời câu hỏi do Đại hội Đại biểu Nhân dân Toàn quốc gửi về liên quan đến công tác đối ngoại, liên lạc với đối tác nước ngoài, đưa ra tuyên bố về vấn đề chính liên quan đến quan hệ ngoại giao của Trung Quốc, trình bày tóm lược cho các bộ phận có liên quan về vấn đề quốc tế và tất cả nhiệm vụ khác do Đại hội đại biểu nhân dân toàn quốc giao phó.

## Cơ cấu
| Vai trò                                                               | Tên gọi          | Chữ Hán | Xuất thân                             |
| --------------------------------------------------------------------- | ---------------- | ------- | ------------------------------------- |
| Chủ nhiệm                                                             | Phó Oánh         | 傅莹    | Bộ Ngoại giao                         |
| Phó Chủ nhiệm                                                         | Trì Vạn Xuân     | 迟万春  | Chính ủy Quân Giải phóng              |
| Phó Chủ nhiệm                                                         | Lưu Hiểu Giang   | 刘晓江  | Chính ủy Hải quân Quân Giải phóng     |
| Phó Chủ nhiệm                                                         | Tu Phúc Kim      | 修福金  |                                       |
| Phó Chủ nhiệm                                                         | Vương Hiểu Sơ    | 王晓初  | Viễn thông                            |
| Phó Chủ nhiệm                                                         | Triệu Thiếu Hoa  | 赵少华  | Viễn thông                            |
| Phó Chủ nhiệm                                                         | Tào Vệ Châu      | 曹卫洲  | Bộ Liên lạc Đối ngoại Trung ương Đảng |
| Phó Chủ nhiệm                                                         | Triệu Bạch Cáp   | 赵白鸽  | Hội Chữ thập đỏ                       |
| Phó Chủ nhiệm                                                         | Trần Phụng Tường | 陈凤翔  | Bộ Liên lạc Đối ngoại Trung ương Đảng |
| Phó Chủ nhiệm                                                         | Quách Lôi        | 郭雷    | Viện sĩ                               |
| Ủy viên                                                               | Mã Trạch Hoa     | 马泽华  |                                       |
| Ủy viên                                                               | Vương Tùng Hạc   | 王松鹤  | Tổng cục Hải quan                     |
| Ủy viên                                                               | Lý Nghĩa Hổ      | 李义虎  | Trưởng khoa Đại học                   |
| Ủy viên                                                               | Dương Kiến Đình  | 杨建亭  | Chính ủy Quân Giải phóng              |
| Ủy viên                                                               | Trần Tiểu Công   | 陈小工  | Không quân Quân Giải phóng            |
| Ủy viên                                                               | Cao Chi Quốc     | 高之国  | Tòa án Quốc tế về Luật Biển           |
| Ủy viên                                                               | Cảnh Văn Xuân    | 景文春  | Không quân Quân Giải phóng            |
| Ủy viên                                                               | Lộ Kiến Bình     | 路建平  | Bộ Tuyên truyền Trung ương Đảng       |
| Nguồn: Trang chủ Ủy ban Đối ngoại Đại hội Đại biểu Nhân dân Toàn quốc |                  |         |                                       |

| Nhân Đại Toàn quốc                            | Chủ nhiệm                   |
| --------------------------------------------- | --------------------------- |
| Đại hội Đại biểu Nhân dân Toàn quốc khóa VI   | Cảnh Biểu (耿飚)            |
| Đại hội Đại biểu Nhân dân Toàn quốc khóa VII  | Liêu Hán Sinh (廖汉生)      |
| Đại hội Đại biểu Nhân dân Toàn quốc khóa VIII | Chu Lương (朱良)            |
| Đại hội Đại biểu Nhân dân Toàn quốc khóa IX   | Tăng Kiến Huy (曾建徽)      |
| Đại hội Đại biểu Nhân dân Toàn quốc khóa X    | Khương Ân Trụ (姜恩柱)      |
| Đại hội Đại biểu Nhân dân Toàn quốc khóa XI   | Lý Triệu Tinh (李肇星)      |
| Đại hội Đại biểu Nhân dân Toàn quốc khóa XII  | Phó Oánh (傅莹)             |
| Đại hội Đại biểu Nhân dân Toàn quốc khóa XIII | Trương Nghiệp Toại (张业遂) |
| Đại hội Đại biểu Nhân dân Toàn quốc khóa XIV  | Lâu Cần Kiệm (娄勤俭)       |